# Иностранная война
Иностранная война (греч. Ξενικὸς Πόλεμος) — военный конфликт в Древней Греции между Кноссом, который воевал с помощью наёмников под командованием свергнутого фокейского вождя Фалека, и Литтом, который получил помощь от спартанцев (которые были основателями города) под предводительством их царя Архидама III. Война началась в 346 году до нашей эры.
Кносс хотел укрепить свою гегемонию на Крите, но встретил сопротивление литтян. В ответ Кносс нанял иностранных наемников под командованием бывшего фокейского вождя Фалека. В 346 году до н. э. Кносс объявил войну Литту. Фалек, который был назначен командующим силами Кносса и наёмниками, собирался захватить Литт, когда жители Литта попросили спартанцев о помощи. Спартанцы под командованием царя Архидама отправились на помощь литтянам. Спартанцы пришли вовремя, чтобы спасти Литт и победить Фалека. Тогда Фалек обратился против Кидонии. Это решение оказалось роковым для Фалека, который был убит во время осады, а его армия была уничтожена.
Эта война оказалась поворотным моментом в истории Крита, так как впервые иностранные войска пришли на остров и стали вмешиваться в дела его жителей.